# Сагудати
Сагудатите са южнославянско племе от българската група, обитаващо земите около Солун, предимно на запад и югозапад от него. Заселването на сагудатите в Егейска Македония е отразено по следния начин в хрониката на атонския Кастамонийски манастир:
| „ | През дните на иконоборците-императори народите от придунавските краища, възползувани от безначалните времена ... тъй наречените рихини и по-просто влахорахини и сагудати, след като завладяха България и се разшириха малко по малко в разни страни, завоюваха и Македония; най-сетне те дойдоха и на Света гора с целите си семейства, защото нямаше кой да им се възпротиви и да воюва с тях. | “ |

Сагудатите участват в обсадите на Солун. По-късно са християнизирани. Последното им съобщаване в изворите е от началото на IX век.